# One Chase Manhattan Plaza

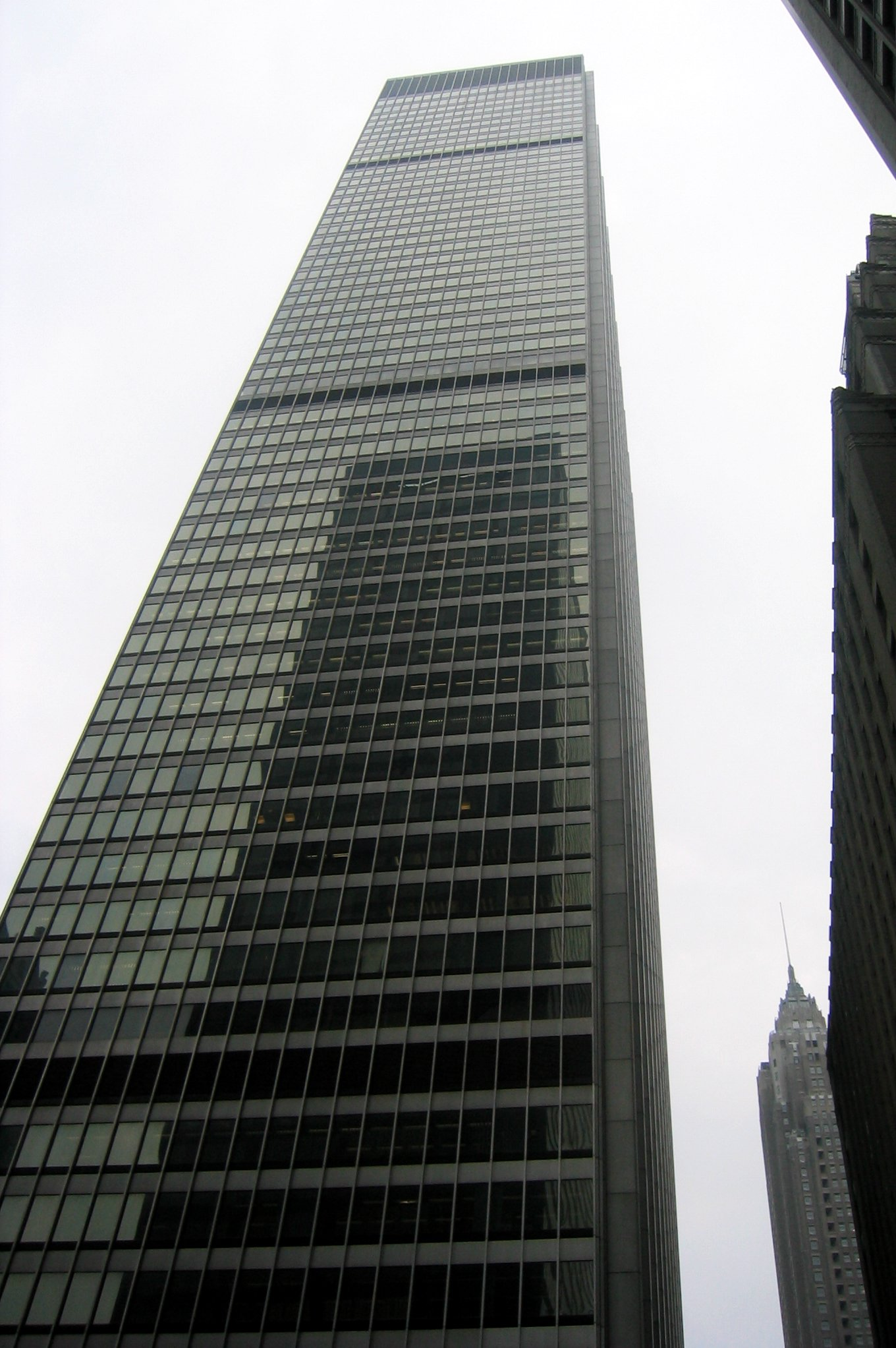
Plaza văzută de pe sol

One Chase Manhattan Plaza este un zgârie-nori ce se află în New York City. Numără 60 etaje și are o înălțime de 248 m, fiind a 11-a clădire din acest oraș ca înălțime, a 40-a din Statele Unite și a 137-a din lume. A fost finisat în 1961 după un proiect de Gordon Bunshaft.
1. 1 2   http://www.skyscrapercenter.com/building/28-liberty/900 Lipsește sau este vid: |title= (ajutor)